# MiFi

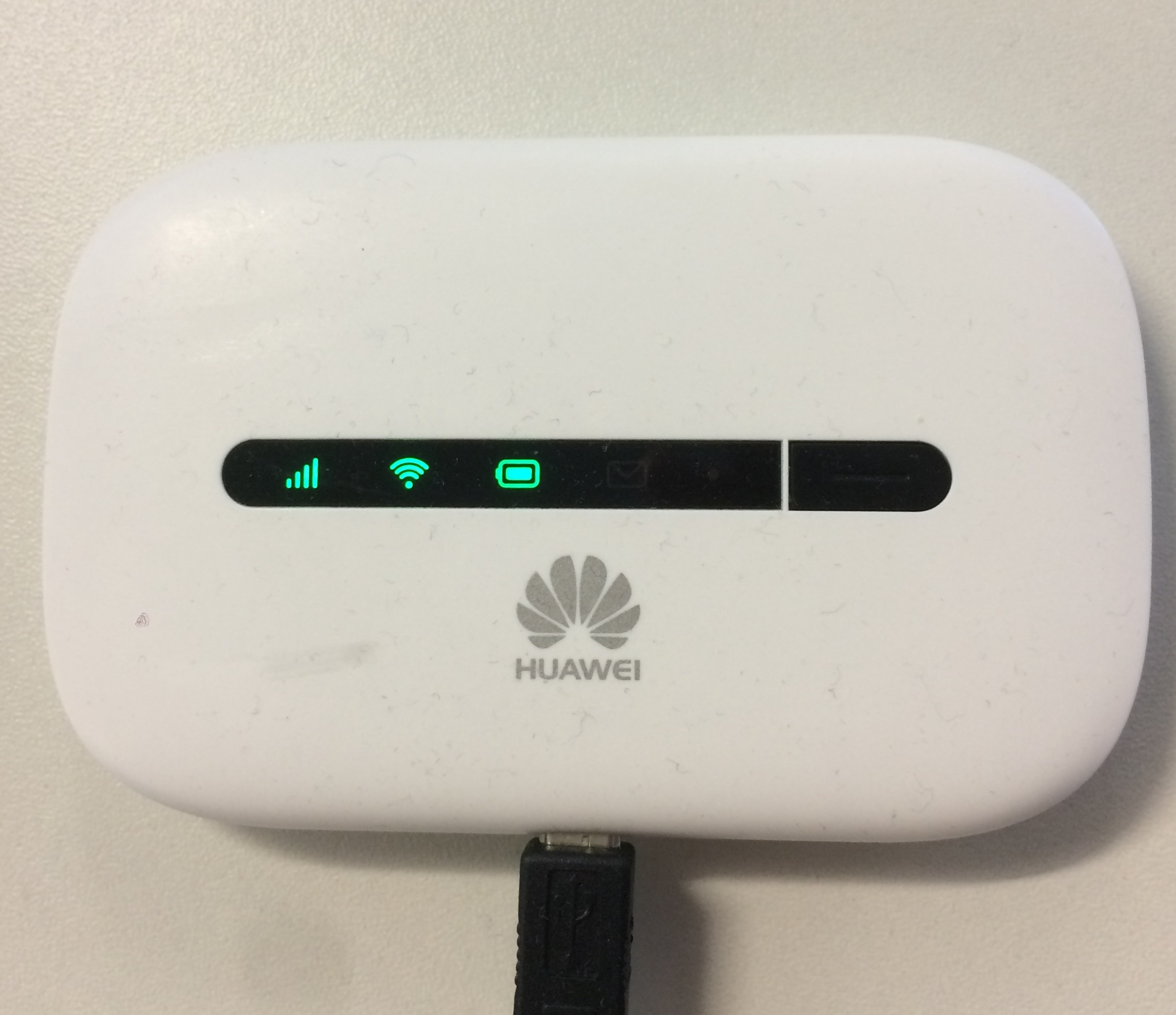
MiFi（便攜式无线路由器）

MiFi（英語：Mobile Wifi），別名移動路由器，是一種便攜式无线路由器，此類无线路由器其實是一種移動Wi-Fi热点，它可以連接到移动网络。其大小類似於一張信用卡，集數據機、路由器和存取點三者功能於一身。
在美国、加拿大和墨西哥在内的许多国家，Inseego公司（以前称为Novatel Wireless）是 "MiFi "品牌的擁有者；在英国，移动运营商3拥有「MiFi」商标。
一个MiFi设备可以连接到蜂窝网络，并为最多十个设备提供互联网接入。Novatel Wireless公司于2009年5月在美国推出了第一款MiFi设备。